# Agdistis krooni
Agdistis krooni là một loài bướm đêm thuộc họ Pterophoridae. Nó được tìm thấy ở Nam Phi (Bắc Cape).
Sải cánh dài 19-21,5 mm. Cánh trước có màu xám nhưng không có đốm rõ ràng, cánh sau màu xám đồng nhất. Con trưởng thành bay vào tháng 3 và tháng 11.
Loài này được đặt tên theo tiến sĩ D. Kroon, Nam Phi, một nhà nghiên cứu microlepidoptera.